# Sydelle Noel
Sydelle Noel (* 16. Juli 1985 in Hollywood, Florida) ist eine US-amerikanische Schauspielerin.

## Leben
Sydelle Noel strebte in jungen Jahren eine Karriere als Sportlerin an. Mit einem Leichtathletik-Stipendium besuchte sie die University of Georgia. Nach dem Abschluss konzentrierte sie sich vor allem auf den 100-Meter-Hürdenlauf und den Weitsprung und wollte an den Olympischen Spielen teilnehmen. Nach einer Stressfraktur musste sie ihre Laufbahn als professionelle Sportlerin beenden.
Danach jobbte sie als Sport-Model und bekam 2004 ihre erste Rolle als Schauspielerin.

## Filmografie (Auswahl)
- 2006: Alle hassen Chris (Everybody Hates Chris, Fernsehserie, Episode 2x06)
- 2007: Private Practice (Fernsehserie, Episode 1x05)
- 2009: Lincoln Heights (Fernsehserie, Episode 4x05)
- 2011: Criminal Minds: Team Red (Criminal Minds: Suspect Behavior, Fernsehserie, Episode 1x07)
- 2013: Bones – Die Knochenjägerin (Bones, Fernsehserie, Episode 8x14)
- 2013: Expecting (Gus)
- 2014: Extant (Fernsehserie, Episode 1x04)
- 2015: Captive
- 2016: Retake
- 2017: The Night Shift (Fernsehserie, Episode 3x06)
- 2017–2018: Arrow (Fernsehserie, 9 Episoden)
- 2017–2019: GLOW (Fernsehserie, 27 Episoden)
- 2018: Black Panther
- 2019: Daughter of the Wolf
- 2020: The Clearing
- 2023: Die Rückkehr der Manson Family (The Resurrection of Charles Manson)
- 2023: Rise